# Tierhandlung Heinrich Fockelmann
Die Tierhandlung Heinrich Fockelmann wurde  1868 in Hamburg gegründet und hatte sich insbesondere auf Prachtfinken spezialisiert. Viele Arten wurden erstmals durch die Handlung nach Deutschland importiert, so 1874 Wachtelastrilde, 1876 Pünktchenamarante, 1886 Dreifarben-Papageiamadine und in den 1920er Jahren Gelbbauchastrilde. Weitere Importe waren unter anderem 1878 der Rotbrust-Samenknacker und der Samenknacker. Viele weitere exotische Tiere ließ der Händler in Südamerika und Indien fangen. Die als Filialunternehmen, mit bis zu neun Niederlassungen, betriebene Tierhandlung unterhielt auch eine Zoologische Präparationswerkstatt und zählte neben Hagenbeck und Ruhe, bis Mitte der 1980er Jahre, zu den ältesten Zoologischen Tierhandlungen Deutschlands.

## Geschichte

### Gründungsjahre und Entwicklung

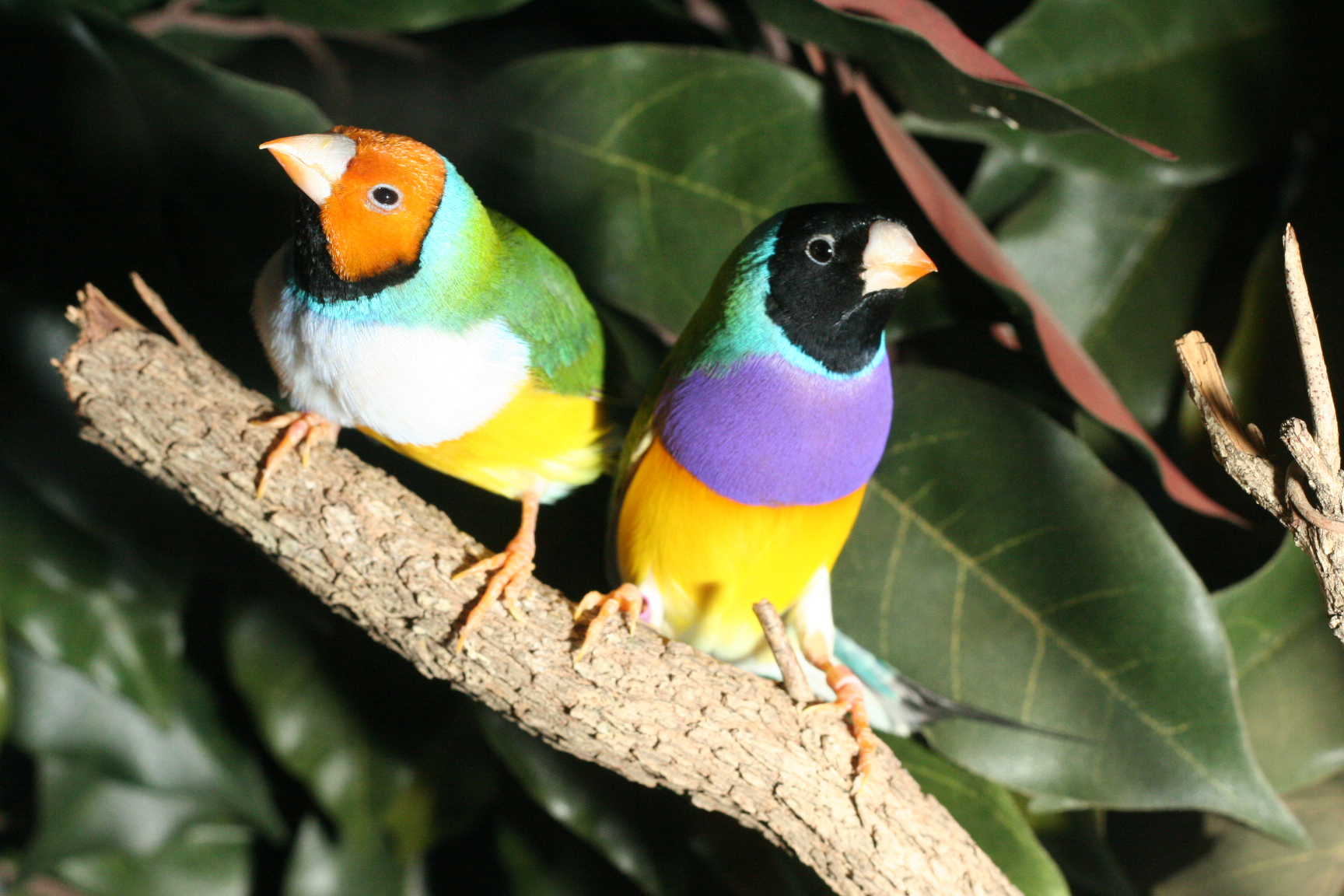
Prachtfinken – Spezialgebiet von Firmengründer Heinrich Fockelmann

Heinrich Fockelmann begründete 1868 unter der Firmenbezeichnung "H. Fockelmann. Handlung exotischer und inländischer Vögel, Papageien, Affen etc. etc." Inhaber H. F. Fockelmann. Herrengraben 1, Ecke der Michaelisbrücke. T.-A. Fockelmann eine Tierhandlung in Hamburg.
In Groß Borstel nutzten sie zwischen 1906 und den 1930er Jahren für ihren Tierpark den nach einem Senator benannten Lustpark Petersenpark, der danach von Ad. Strüver Aggregatebau erworben wurde.
Für das Jahr 1938 sind neben der Hauptniederlassung Beim Strohhause 69 weitere Filialen am Alter Steinweg 26, Am Steintor 84, Große Bergstraße 197,  Hamburger Straße 194, Mönckebergstraße 13, Reeperbahn 143, Schulterblatt 60 und  Steindamm 73 in Hamburg belegt.
Nach dem Zweiten Weltkrieg war das Unternehmen neben Hagenbeck und Ruhe auf dem deutschen Markt etabliert und verfügte 1968 über fünf Verkaufsstellen.
1970 findet sich ein Eintrag zu der Tierhandlung im Amtlichen Fernsprechbuch 2 für das Ortsnetz Hamburg 1970/71 mit den Adressen Mönckebergstraße 13 und Große Bergstraße 193 in Hamburg und ist mit der Ausgabe des Hamburger Adressbuch 1974/75 nicht mehr vermerkt.

### Trennung und Gründung der Tierhandlung August Fockelmann
Fockelmanns Sohn August Fockelmann führte das Geschäft mit seinem Bruder und Firmeninhaber Henri Fockelmann († 1936) (auch Henry Fockelmann) und gründete 1896 die Tierhandlung August Fockelmann – Zoologische Großhandlung, blieb dem elterlichen Unternehmen jedoch geschäftlich verbunden.